# 决策论

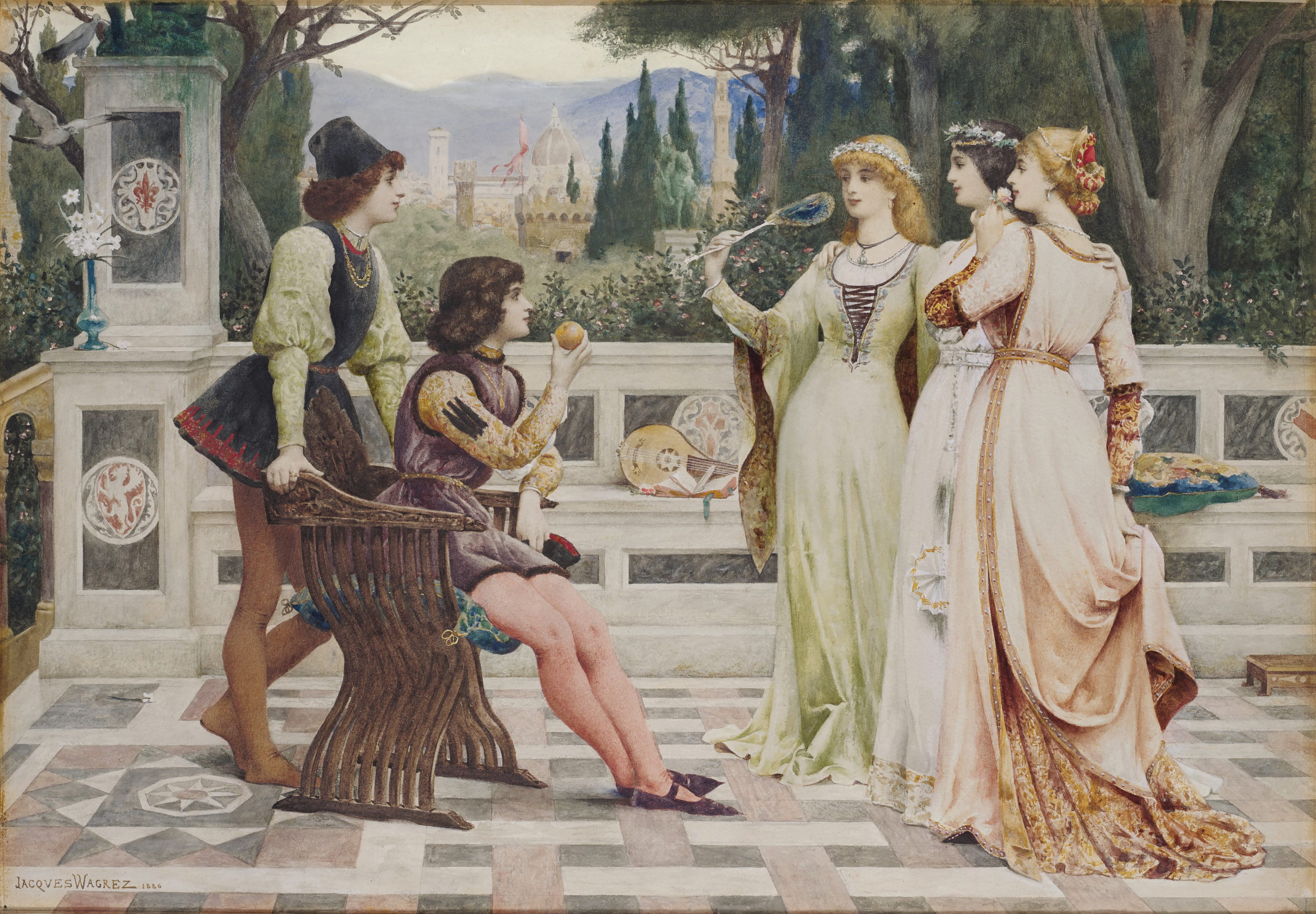
The mythological Judgement of Paris required selecting from three incomparable alternatives (the goddesses shown).

决策论（英語：decision theory）是一门横跨概率论、经济学和分析哲学的交叉学科。它通过结合期望效用和概率分析，探讨理性个体在不确定情境中的决策模式。与认知科学和行为科学不同，决策论本质上是规范性的，旨在识别理性主体在理想条件下的最优决策，而非描述人们实际如何做决定。
尽管如此，这一理论对社会科学研究具有重要意义。它为社会学、经济学、犯罪学、认知科学、伦理学以及政治学提供了数学建模和分析个体行为的基础框架。

## 理论分支
规范性决策论关注的是如何识别最优决策。这里的“最优”通常以一个理想决策者为参照——他们能够精确计算，并且在某种意义上完全理性。这种规范性方法的实际应用被称为“决策分析”，其目标是开发工具、方法论和软件，帮助人们做出更好的选择。
相比之下，描述性决策论试图解释观察到的行为模式，假设决策者遵循某些一致性规则。这些规则可能基于程序性框架，例如特沃斯基提出的“逐步淘汰”模型；或采用公理性框架，如随机传递性公理，调和冯·诺伊曼-莫根斯特恩公理与预期效用假说的行为偏差；亦或是为时间不一致的效用函数提供明确的函数形式，如莱布森的准双曲贴现理论。
预测性决策论则关注正向决策理论产生的行为预测，以便进一步验证实践中的决策机制。近几十年来，“行为决策理论”日益受到关注，这推动了对有效决策本质的重新评估。

## 决策类型

### 不确定性选择
不确定性选择是决策论的核心问题之一，其思想可以追溯至17世纪。布莱斯·帕斯卡在1670年出版的《思想录》中对此已有论述。期望值理论认为，在面对多种可能导致不同结果的行动时，理性做法包括以下几个步骤：
1. 识别所有可能的结果；
2. 确定每个结果的价值（正面或负面）；
3. 计算每种行动发生的概率；
4. 将价值与概率相乘，得出“期望值”；
5. 选择期望值最高的行动。

然而，1738年丹尼尔·伯努利在《论风险测量的新理论》（Exposition of a New Theory on the Measurement of Risk）中指出，期望值理论存在规范性缺陷。他通过圣彼得堡悖论说明：一位荷兰商人需要决定是否为冬季从阿姆斯特丹发往圣彼得堡的货物投保。为了解决这一问题，伯努利提出使用效用函数来计算期望效用，而非直接计算财务价值。
20世纪，瓦尔德·亚伯拉罕在1939年的论文中重新激发了这一领域的兴趣。他指出，统计理论中的两个核心方法——假设检验和参数估计——实际上是一般决策问题的特殊情况。瓦尔德的工作整合了许多统计概念，包括损失函数、风险函数、可接受的决策规则、先验分布、贝叶斯方法以及极小极大方法。“决策论”一词由E·L·勒曼于1950年首次提出。
主观概率理论的复兴得益于弗兰克·拉姆齐、布鲁诺·德·芬内蒂和利奥纳德·萨维奇等人的工作，他们将期望效用理论扩展到可以使用主观概率的情境。同时，冯·诺伊曼和莫根斯特恩的期望效用理论证明，期望效用最大化源于关于理性行为的基本公设。
然而，莫里斯·阿莱和丹尼尔·艾尔斯伯格的研究表明，人类行为往往系统性地偏离期望效用最大化原则（如阿莱悖论和艾尔斯伯格悖论）。丹尼尔·卡尼曼和阿摩司·特沃斯基提出的展望理论重新审视了经济行为的实证研究，不再过分强调理性假设。该理论揭示了人们在面临风险时的决策规律，主要包括以下三点：
1. 损失的影响大于收益；
2. 人们更关注效用状态的变化，而非绝对效用；
3. 主观概率估计容易受到锚定效应的显著影响。

### 跨期选择
跨期选择关注的是在不同时间阶段产生不同结果的决策问题。这类决策也可以被视为一种成本效益分析，因为它涉及对不同规模和到达时间的奖励进行权衡。
例如，某人突然获得了一笔数千美元的资金，可以选择立即用于昂贵的假期以获得即时快乐，或者将其投资于养老金计划，为未来提供收入保障。那么，哪种选择是最优的？答案取决于多种因素，包括预期利率、通货膨胀率、个人预期寿命以及对养老金行业的信心等。然而，即便考虑了这些因素，人类行为仍然常常与规范性决策论的预测大相径庭，从而催生了一些替代模型，例如用主观贴现率取代客观利率。

### 决策者互动

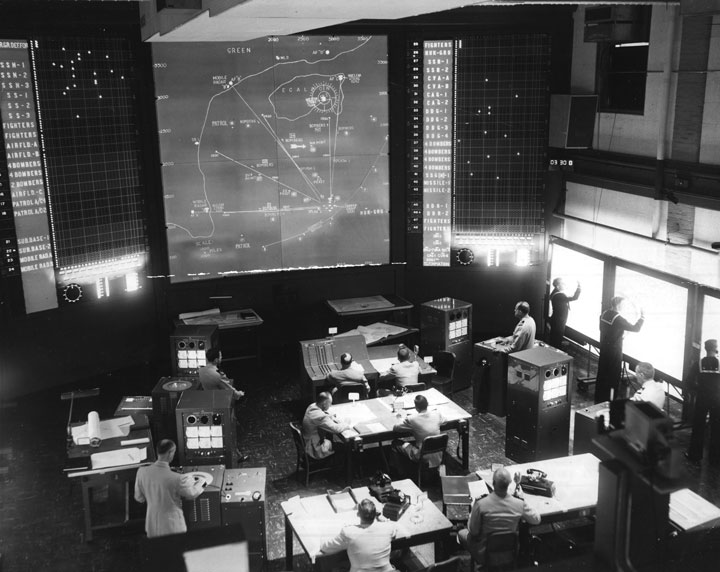
Military planners often conduct extensive simulations to help predict the decision-making of relevant actors.

有些决策之所以困难，是因为需要考虑其他参与者对自身决策的可能反应。这类社会决策通常在决策论框架下进行分析，尽管涉及复杂的数学方法。在新兴的社会认知工程领域，研究尤其关注人类组织在正常和非常态（如紧急/危机）情况下的分布式决策类型。

### 复杂决策
决策论的其他领域关注因复杂性或组织结构而导致的决策难题。个人在做决策时，资源（如时间和智力）有限，因此表现出“有限理性”。关键问题不仅在于真实行为与最优行为之间的偏差，还在于从一开始便难以确定何为最优行为。此外，决策还容易受到选项呈现方式的影响，即所谓的“差异偏差”。

## 启发式决策
启发式是决策方法之一。启发式方法使得决策基于常规思维。虽然这比一步一步处理快,启发式决策可能导致出现错误的风险。通过一步一步的加工而避免的错误可能会出现。一个常见的和不正确的认识是认为启发式思维的结果是赌徒的谬论。赌徒谬论是错误地相信一个随机事件受到之前的随机事件的影响。例如,有百分之五十的概率使一枚硬币出现正面。赌徒谬误的表明,如果硬币出现反面,下次它翻转,出现正面。这是完全不正确的。这种谬论通过一步一步进行思考的过程也很难反正。然而,这样的谬论也可能符合贝叶斯模型的思维,其中投掷的硬币的实际概率并不确定,只是以以往投掷的硬币的可能来改变之前的概率可能推断出一个可能的概率范围。考虑到贝叶斯理论的在统计学中的最高的地位，在这种情境下赌徒谬论是非常合理的,更多的证据表明,实效性统计频率论的假设的并不能现实的准确模型。

## 统计中的决策论
一些统计工具对于决策过程中的信息收集，风险估计是非常有帮助的。人们可以计算第一类错误和第二类错误发生的概率，从而正确的评估风险损失，做出更好的理性选择。
下面这个例子说明了在审判过程中的决策过程：
|      |      | 实际情况                   | 实际情况                   |
| ---- | ---- | -------------------------- | -------------------------- |
|      |      | 有罪                       | 无罪                       |
| 判决 | 有罪 | 正确                       | 错误 (冤枉好人) 第一类错误 |
| 判决 | 无罪 | 错误 (放过嫌犯) 第二类错误 | 正确                       |